# 金應善
金應善（韓語：김응선；1881年5月26日—1932年8月2日），前大韓帝國軍和大日本帝國陸軍軍人。

## 人物
他生於平安南道安州郡，早年情況不明，甲午戰爭爆發後曾留事日本陸軍軍人宇都宮太郎，在1896年前往日本留學，受到兄弟般待遇，後取日本名宇都宮金吾。
1903年11月30日在陸軍士官學校（15期）畢業，後加入大日本帝国陸軍近衛步兵第1聯隊擔任見習士官，並參加日俄戰爭。
1905年以大韓帝國特派大使随員身份訪日，獲授六等單光旭日章。1907年大韓帝國軍解散時任皇太子李垠的侍從官。因在日俄戰爭中功勞受追認，獲授五等雙光旭日章及恩賜金500圓，同年11月随李垠到日本留学，獲授四等瑞寶章。
1910年日韓合併條約締結之際，在舊大韓帝國軍將校中受優等評價，附屬朝鮮駐劄軍司令部。1920年4月26日發出第118號勅令，朝鮮軍人中的陸軍副領轉為日本陸軍中佐，他在1923年升大佐、1931年4月10日升少將。
1931年編入大日本帝國陸軍預備役，在由趙性根出任委員長之務的滿蒙在住同胞後援會出任委員。1932年去世，享年51歲。

## 死後的評價
2005年南韓民族問題研究所發行的親日人名辭典中整理中的軍人部門登錄了他。2007年、親日反民族行為真相糾明委員會發表的親日反民族行為195人名單中的軍人部分也登錄了他。